# HM Treasury
| HM Treasury                                  |               |
| 1 Horse Guards Road, Londres                 |               |
| Criação                                      | 1126          |
| Entrada do prédio do HM Treasury em Londres. |               |
| Entrada do prédio do HM Treasury em Londres. |               |
| Atual ministro                               | Nadhim Zahawi |
| Atual secretário                             | Simon Clarke  |

O HM Treasury ou His Majesty's Treasury (Tesouro de Sua Majestade, em português) é o departamento do Governo do Reino Unido responsável pelo desenvolvimento das finanças públicas e da política econômica do país. É um dos departamentos de governo mais antigos da Europa, uma vez que suas origens remontam ao reinado de Guilherme, o Conquistador.  
O Tesouro mantém o Sistema Online de Contabilidade Central e Relatórios (OSCAR), a substituição do Sistema Combinado de Informação Online (COINS), que discrimina os gastos departamentais em milhares de títulos de categorias, e a partir do qual todas as Contas do Governo (WGA ) são elaboradas demonstrações financeiras anuais.

## Ministros
O corpo de ministros do HM Treasury é:
- George Osborne
- Danny Alexander
- Greg Clark
- David Gauke
- Paul Deighton
- Philip Hammond